# Riksväg 651
Riksväg 651 (norska: Riksvei 651) är en riksväg i västra Norge som går mellan byn Hjelle i Stads kommun i Vestland fylke och tätorten Volda i Volda kommun i Møre og Romsdal fylke. Det finns en färjeförbindelse längs vägen, mellan Folkestad och Volda.
Exklusive färjeförbindelsen är vägen 31,8 kilometer lång, varav 8,6 kilometer i Vestland fylke och 23,1 kilometer i Møre og Romsdal fylke. Den är asfalterad och passerar bland annat genom byarna Straumshamn och Folkestad.

## Anslutningar
Riksväg 651 ansluter till:
- Europaväg 39 (vid Hjelle)
- Riksväg 15 (vid Hjelle)
- Europaväg 39 (vid Volda)
- Fylkesväg 652 (vid Volda)

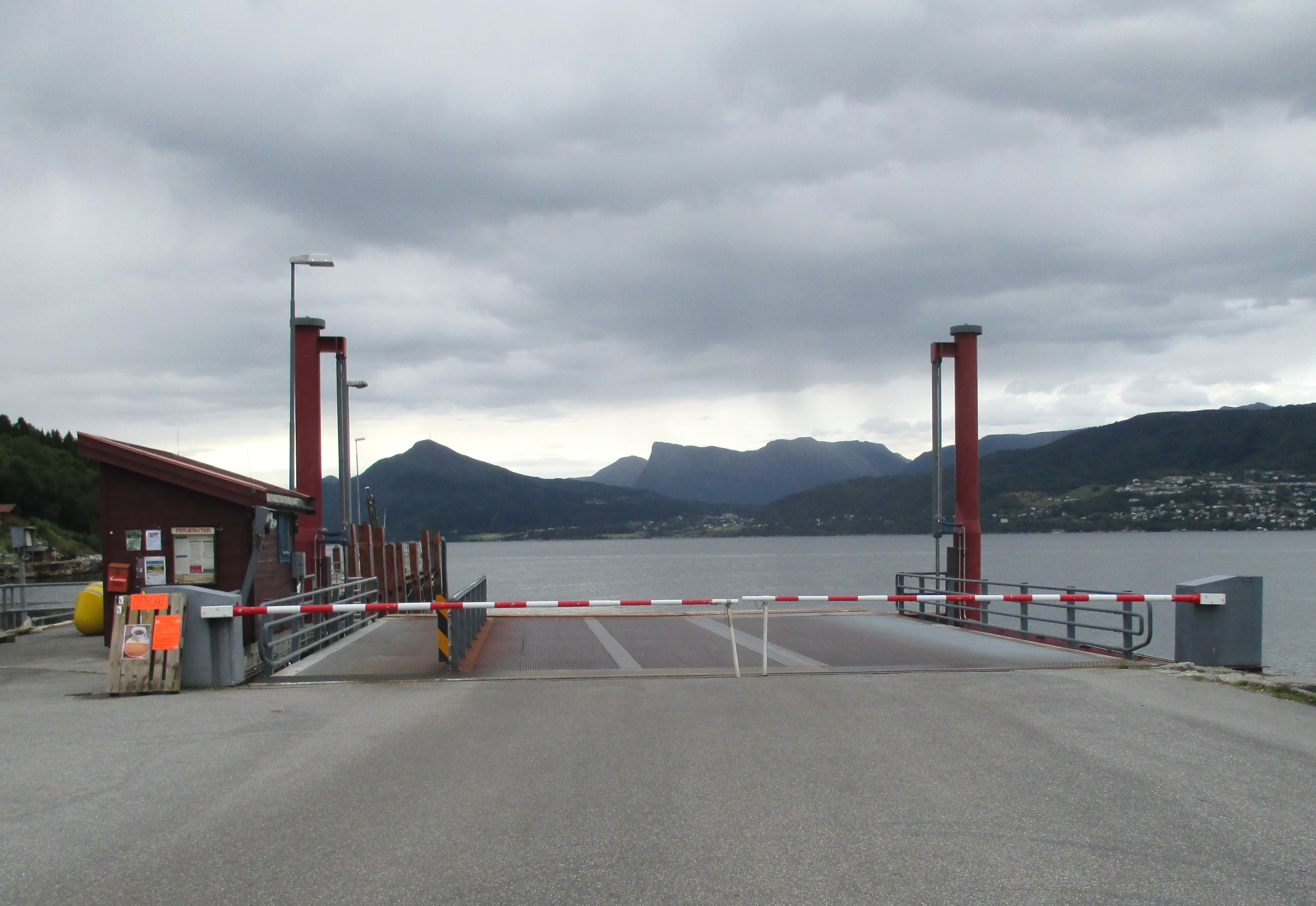
Färjeläget i Folkestad.